# Pseudochondrostoma polylepis
Pseudochondrostoma polylepis) là một loài cá vây tia thuộc họ Cyprinidae.
Loài này có ở Bồ Đào Nha và Tây Ban Nha.
Môi trường sống tự nhiên của chúng là sông ngòi và sông có nước theo mùa.
Chúng hiện đang bị đe dọa vì mất môi trường sống.